# Universidad de Espira
La llamada oficialmente Deutsche Universität für Verwaltungswissenschaften Speyer ( Universidad Alemana de Ciencias Administrativas de Espira), simplificada normalmente como Universidad de Espira, es una universidad especializada en ciencias administrativas y gestión pública con sede en Espira, Renania-Palatinado.

## Historia
Fundada en 1947 por las autoridades ocupantes francesas a la manera de una Gran Escuela, hoy funciona bajo la responsabilidad conjunta de la República Federal ( Bund ) y los 16 estados federados ( Länder ).  Imparte cuatro programas de maestría, otorga títulos de doctorado y habilitaciones de profesorado y ofrece programas de posgrado. Con el tiempo se ha convertido en un importante centro de formación para los altos funcionarios gubernamentales alemanes. 
En efecto, en 1947 fue fundada como École Supérieure d'Administration por las autoridades francesas con el fin de democratizar la alta función pública alemana y como gemela de la Escuela Nacional de Administración parisina, siendo la primera y única universidad alemana en importar el modelo francés. En 1950 se constituyó formalmente como institución alemana de derecho público con capacidad jurídica y encargada de "fomentar las ciencias administrativas en la educación y la investigación". En 1961 y 1970, respectivamente, se le otorgó el derecho a otorgar habilitaciones y doctorados, recibiendo así el estatus pleno de universidad. Desde su creación, la escuela ha tenido reputación de ser un "centro de formación de élite". Se trata de la única universidad alemana especializada en estudios de la Administración y financiada por la República Federal ( Bund ) y los 16 estados alemanes ( Länder ).

## Programas académicos

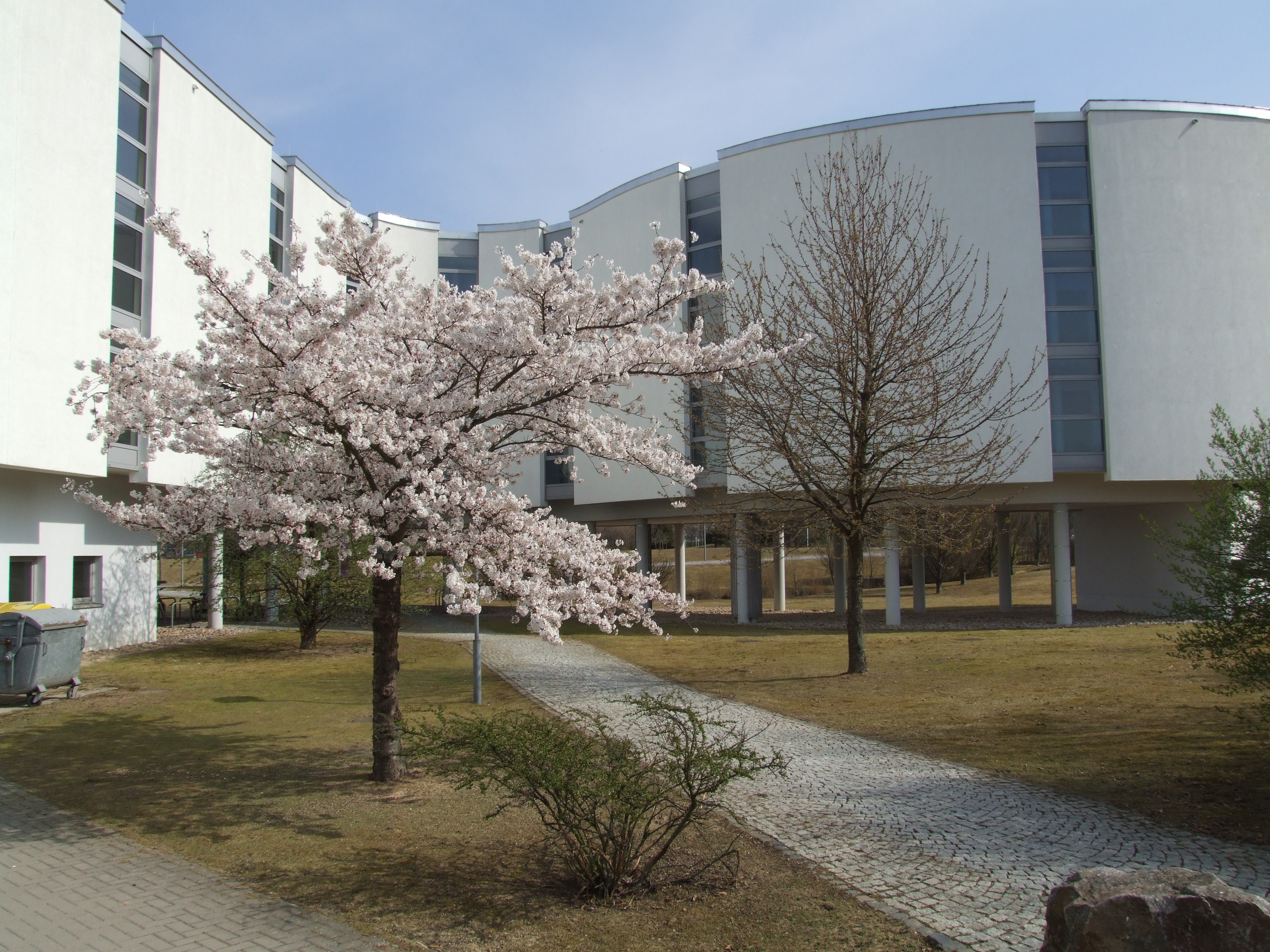
Otto Mayer House

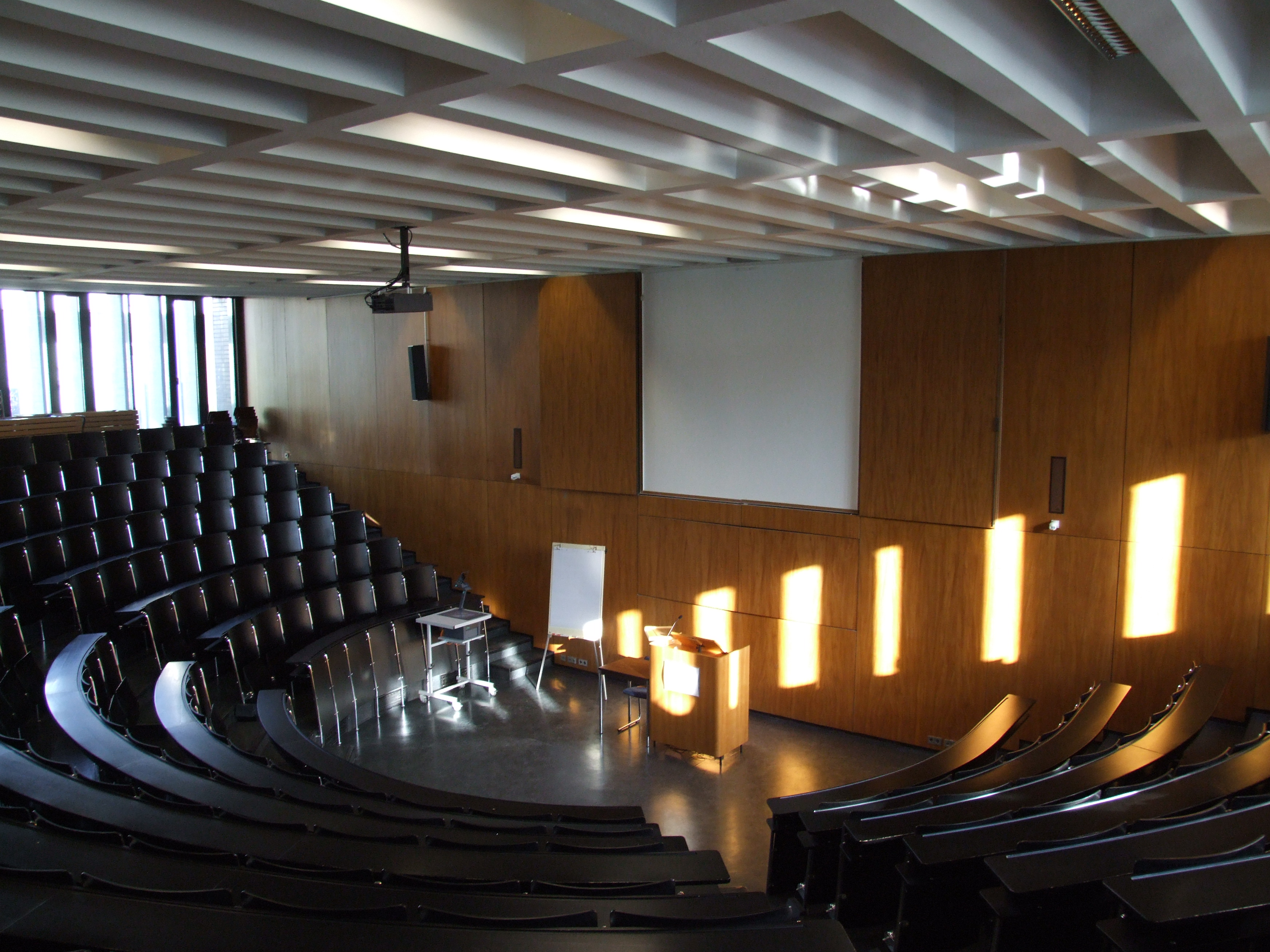
Auditorio principal

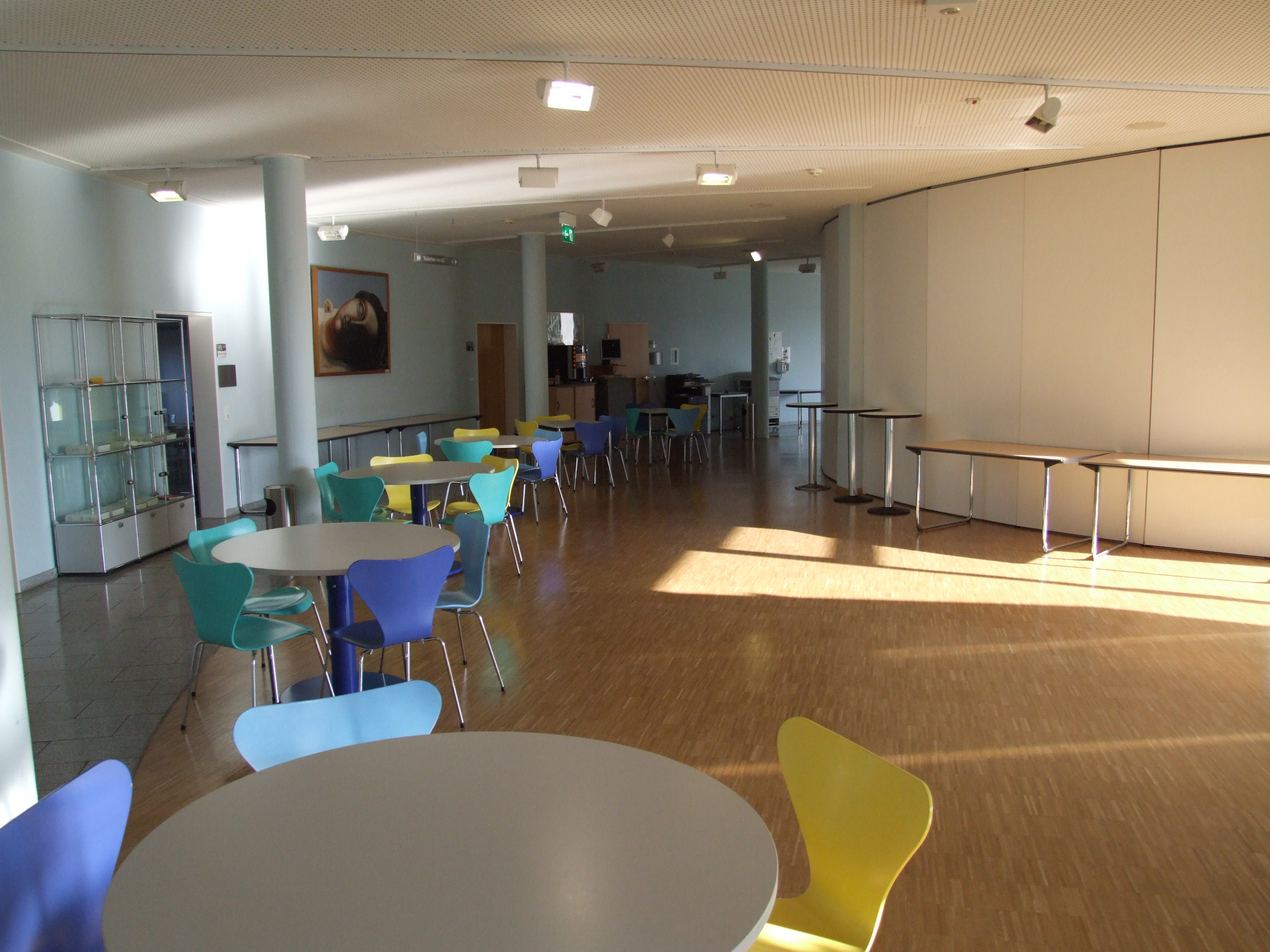
Vestíbulo del Otto Mayer House

La universidad ofrece programas que conducen a certificados de posgrado y maestrías. Además, organiza programas de doctorado y administra programas de formación y actualización para ejecutivos.  El idioma de instrucción es predominantemente el alemán, aunque cada año se imparte una serie de cursos en cooperación con la Escuela de Asuntos Públicos y Ambientales de la Universidad de Indiana en inglés. En 2015, la cooperación se amplió a la Escuela de Políticas Públicas Price de la Universidad del Sur de California. Los estudiantes de máster pueden obtener el diploma de Máster Europeo en Administración Pública estudiando un semestre adicional en el extranjero en una de las doce escuelas asociadas de la red EMPA. El programa de certificado de posgrado de un solo semestre ofrece estudios complementarios en gestión pública. Se asemeja al primer semestre del programa de Maestría en Ciencias Administrativas.
La Maestría en Ciencias Administrativas ( Magister rerum publicarum ) es el programa insignia tradicional de la escuela. Es un programa de posgrado de un año abierto a estudiantes que posean un grado anterior, preferentemente en derecho, economía, historia o sociología. Los estudiantes pueden elegir entre 100 materias optativas que se dividen en cinco áreas: 1. Tareas públicas, organización y procedimientos; 2. Gestión Pública; 3. Asuntos europeos e internacionales; 4. Estado y economía; 5. Gestión de la educación superior y la investigación. El programa consta de dos semestres en la escuela, una pasantía de ocho semanas en instituciones alemanas o europeas y un período posterior de tres meses para escribir la tesis de maestría y aprobar un examen oral. La matrícula de estudiantes internacionales en este programa ronda habitualmente el 50 %.
La Maestría en Ciencias Administrativas es un programa interdisciplinario de dos años que se centra en la administración pública en un contexto internacional. Los estudiantes de primer año siguen un plan de estudios básico que consta de seis módulos sobre temas administrativos, legales, económicos, metodológicos y estratégicos y completan una pasantía obligatoria de ocho semanas. En el segundo año, los estudiantes eligen cursos de los siguientes seis módulos opcionales: 1. Gobierno y Administración pública, 2. Políticas públicas, 3. Europeización e internacionalización de la Administración Pública, 4. Organización y personal, 5. Financiación de los servicios públicos, y 6. Competencia y regulación en el sector de las infraestructuras. Al final del segundo año, los estudiantes completan la tesis de maestría. 
La Maestría en Economía Pública es un programa de dos años dedicado al estudio del sector económico público desde una perspectiva interdisciplinar. Durante el primer año, los estudiantes siguen el plan de estudios básico de la Maestría en Ciencias Administrativas. Los estudiantes de segundo año completan cuatro módulos de profundización en Finanzas públicas, Competencia y regulación, adquisiciones y gobernanza corporativa pública, eligen un módulo opcional sobre Empresas públicas o Infraestructura y escriben una tesis de maestría. 
Ambos programas de maestría también ofrecen una opción de un año para estudiantes que tengan un título de maestría previo homologado. La Maestría en Administración Pública en Educación Superior y Gestión de la Investigación es un programa a tiempo parcial de dos años para administradores profesionales de universidades o institutos de investigación. 
La universidad ofrece programas de doctorado en ciencias administrativas ( Doctor rerum publicarum ), derecho ( Doctor juris ) y ciencias políticas y economía ( Doctor rerum politicarum ). Los candidatos a doctorado deben completar un año de cursos en residencia en la escuela y realizar una disertación que haga una contribución creíble a la investigación en su campo. La tesis debe ser supervisada por un miembro del profesorado. 

## Admisión y tarifas
La admisión a la escuela es competitiva y está limitada a 25 plazas por programa y año para los programas de maestría, y a 60 plazas para el programa de maestría en ciencias administrativas. El requisito mínimo formal de ingreso para todos los programas de grado es estar dentro del tercio superior de la clase en el programa de grado académico anterior. Se considera un activo la experiencia administrativa profesional. Para los futuros estudiantes internacionales, se requiere una prueba de idioma alemán de nivel C1 del MCER .  El Estado alemán subvenciona los estudios universitarios para que la educación superior sea asequible. Al igual que la mayoría de las universidades públicas alemanas, la Universidad de Espira no cobra tasas de matrícula para los programas académicos, tanto para los ciudadanos de la UE como para los que no pertenecen a ella. Para el programa profesional de MPA en Gestión de la Educación Superior y la Investigación, la escuela cobra 8.000 € de matrícula (2012).  Los costes anuales de alojamiento en las residencias universitarias varían entre 1.560 € y 3.240 € (2012). 

## Investigación
La universidad publica periódicamente revistas y monografías sobre cuestiones administrativas, jurídicas, políticas y económicas en la Serie de Monografías de la Universidad de Espira ( Schriftenreihe der Hochschule Speyer ). Con sus 17 cátedras dedicadas a derecho público y constitucional, ciencias administrativas, economía, historia moderna y contemporánea, sociología y ciencias políticas, la escuela mantiene una asociación estratégica con el Instituto Alemán de Investigación para la Administración Pública, que forma parte de la Asociación Leibniz-Gemeinschaft, y está ubicado en el campus.  También mantiene cooperaciones de investigación individuales con 20 universidades de Europa, América y Asia. Es miembro del Grupo Europeo de Administración Pública (EGPA), la Conferencia Permanente de Agencias Europeas de Formación del Servicio Público (SCEPSTA), el Consorcio de Política Transatlántica (TPC), la Asociación Nacional de Escuelas de Asuntos Públicos y Administración (NASPAA) y la Asociación Internacional de Escuelas e Institutos de Administración (IASIA).